# نوكيا 7610

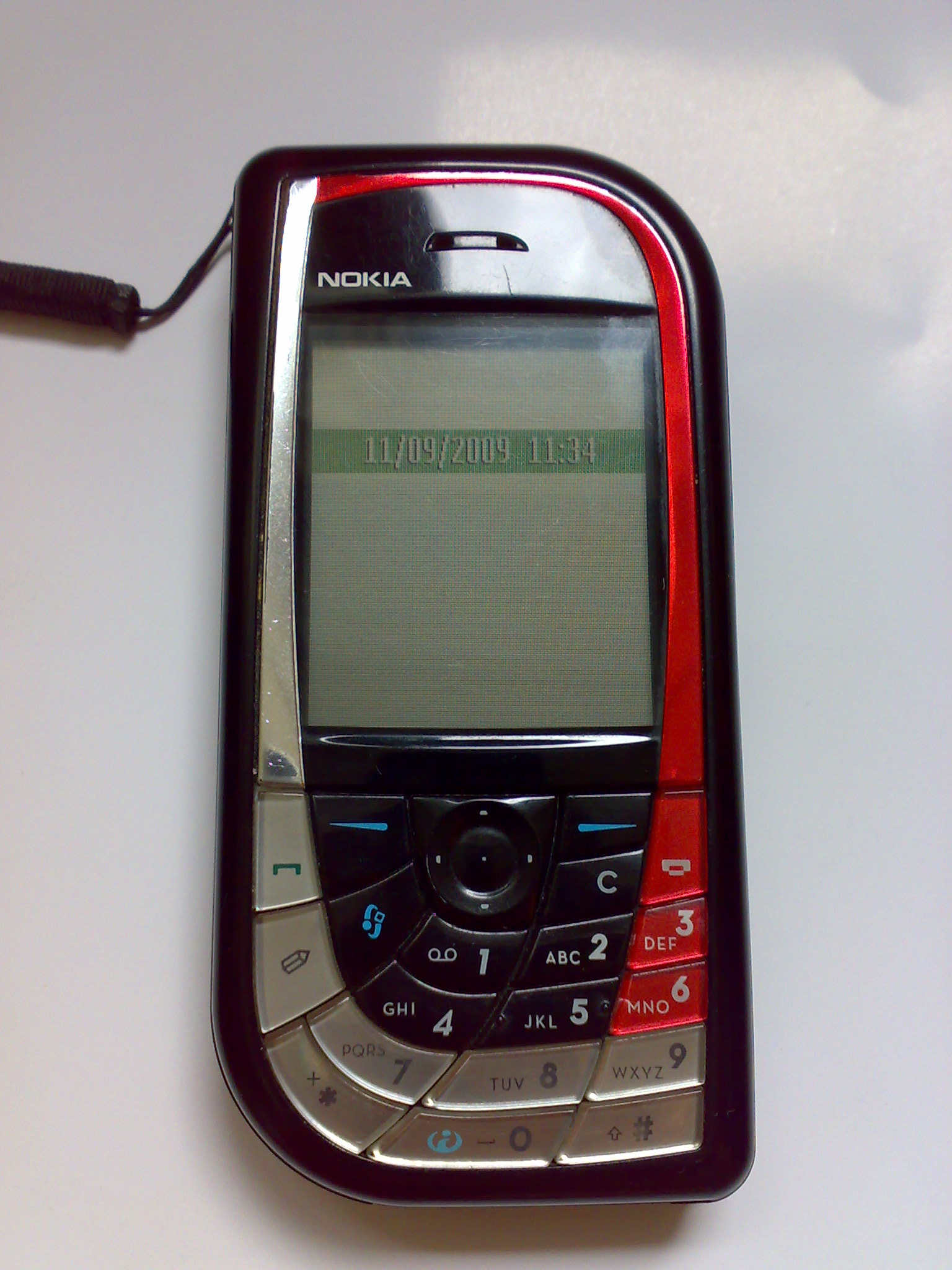
نوكيا 7610

.

## نوكيا 7610 موصفات اساسية
- كاميرا 1 megapixel لجودة الطباعة.
- تسجيل فيديو حتى 10 دقائق.
- تطبيق إخراج سينمائي لتعديل طريف للفيديو.
- ذاكرة ديناميكية داخلية بقوة 8MB مع بطاقة إعلامية متعددة MMC بحجم مصغّر 64 ميغابايت.
- بحث في الإنترنت المتحركة.
- يوجد به لونين أبيض واسود.
- انتج في 2004 من شركه نوكيا.

## المميّزات الرئيسية
- المميّزات الرئيسية كاميرا 1 megapixel (خلية 1152 × 864 ) مع تقريب رقمي ×4 لجودة المطبوعات .
- مسجّل فيديو مدمج مع وظيفة صوت وتقريب رقمي × 4 للفيديو كليب بمدة تصل حتى 10 دقائق

مشغّل RealOne.
- صيغ قياسية وليلية للكاميرا ومؤقت ذاتي.
- إخراج سينمائي – إجمع الفيديو كليب، أضف الموسيقى أو غيّر الأشكال0
- محتوى رقمي مبتكر ومحمّل (صور، أصوات، فيديو) مع حفظ في Gallery.
- عرض ترحيبي لبداية سريعة بالإضافة إلى تطبيق للمساعدة والذي يرشدك عبر مميّزات هاتفك العديدة.
- شاشة ملوّنة مع 65,536 لون، 176 × 208 خلية.
- ربط التكنولوجيا اللاسلكية Bluetooth و USB.
- MMS، بريد إلكتروني ورسائل فورية.
- نظام بحث XHTML متطور.
- مواضيع شخصية للسطح البيني.
- رزم ™Nokia Xpress-on أنيقة.

## تشغيل ثلاثي الموجات
- تشغيل ثلاثي الموجاتتغطية ثلاثية الموجات في 5 قارات GSM 900/1800/1900 أو GSM 850/1800/1900.
- تنقل آلي بيت الموجات.

## الحجم
- الوزن: 118 غ.
- المقاسات: 108,6 × 53 × 18,7 مم، 93,5 سم3.

## الشاشة والسطح البيني
- الشاشة والسطح البينيشاشة TFT ملوّنة، حيوية وواضحة بالخلايا.
- 65,536 لون.
- جودة نقاء 176 × 208 خلية.
- سطح بيني بالرسوم مع مواضيع مختارة.
- زر بخمسة أساليب للإبحار.
- نظام تشغيل Symbian 7.0s.
- برنامج Series 60.

## كاميرا رقمية مدمجة 1 megapixel
- كاميرا رقمية مدمجة 1 megapixel جودة نقاء 1152 × 864 خلية (1 megapixel).
- تقريب رقمي × 4.
- صور بالصيغ القياسية والليلية.
- مؤقت ذاتي.
- نماذج العرض: JPEG، GIF87a/89a، EXIF، DCF، WBMP، BMP، MBM، PNG.

## مسجّل فيديو
- مسجّل فيديوجودة نقاء: 128 × 96 أو 174 × 144 خلية (Sub QCIF أو QCIF).
- المدة: حتى 10 دقائق.
- تقريب رقمي × 4.
- نماذج المشاهدة: 3GPP، MPEG-4، H.263، Real Video.

## وظائف مشغّل RealOne
- وظائف مشغّل RealOne تحميل وتشغيل ملفات إعلامية متعددة (فيديو + موسيقى).
- ملفات إعلامية حيوية عبر أي مدخل إعلامي مدعوم.
- نماذج: 3GPP، RealMedia، MP3، AAC.

## وظائف الذاكرة
- وظائف الذاكرة ذاكرة ديناميكية داخلية بقوة 8MB لعناوين الاتصالات، الرسائل النصية، الرسائل الإعلامية المتعددة، نغمات الرنين، الصور، الفيديو كليب، ملاحظات الروزنامة، تأليف لائحة والتطبيقات.
- بطاقة إعلامية متعددة MMC بحجم مصغّر 64MB قابله للزيادة.

## الرسائل
- الرسائل إعلامية متعددة: جمع صورة، فيديو، نص وملف صوتي وإرسالهم كرسالة إعلامية متعددة MMS إلى هاتف أو كومبيوتر ملائمين، استعمل MMS لتخبر قصتك مع عرض مرئي متعدد الشرائح.
- تحجيم تلقائي للصور بالخلايا الكبيرة لتتلائم مع MMS. (حجم أقصى للمرفقات 100 كيلوبايت).
- بريد إلكتروني: الدخول إلى حسابات البريد الإلكتروني سواء الشخصية أو الخاصة بالعمل، دعم بروتوكولات SMTP، POP3 و IMAP4.
- رسائل نصية: دعم الرسائل المتسلسلة؛ الرسائل المرفقة بصور، لائحة توزيع SMS.
- نص تنبؤي داخلي: دعم جميع اللغات الكبيرة في أوروبا وآسيا الباسيفيك.

## الحضور
- الحضوررسائل فورية.
- عناوين اتصالات معززة للحضور.

## الربط
- الربطالتكنولوجيا اللاسلكية Bluetooth.
- USB مع ™Pop-Port.
- مزامنة محلية لعناوين الاتصالات والروزنامة في كومبيوتر شخصي باستعمال PC Suite
- مزامنة عن بعد مع SyncML.
- إرسال واستلام صور، فيديو كليب، رسوم وبطاقات تعريف.

## البحث
- دعم XHTML، HTML و WML.
- صيغة كامل الشاشة.
- OMA-DRM- Forward Lock لحماية المحتوى.
- محفظة ائتمانية: استعمال وحفظ أرقامك وكلمات السر بشكل ملائم على الموقع.

## تحويل البيانات
- تحويل البيانات حتى 40,3 كيلوبايت في الثانية في شبكات GPRS.

## إدارة الاتصالات
- عناوين الاتصالات: قاعدة بيانات متطوّرة مع دعم متعدد للهاتف والبريد الإلكتروني لكل إدخال، مع دعم أيضاً لموجز عن الصور والمجموعات.
- اتصال سريع.
- سجلات: تحفظ لوائح عن الاتصالات المطلوبة، الواردة وغير الملحوقة.
- إعادة اتصال آلي.
- رد آلي ( يعمل فقط مع سماعة أو عدة سيارة ملائمتين).
- عم أرقام اتصال ثابتة مما يسمح فقط بالاتصالات لأرقام محددة مسبقاً.
- تصال جماعي.

## تطبيقات java
™Java MIDP 2.0 قابلة للتحميل.

## ميّزات الصوت
- اتصال بواسطة الصوت.
- أوامر صوتية.
- تسجيل صوتي.
- مكبر صوت مدمج للتكلم الحر.

## الخدمات الرقمية
- تطبيقات Symbian متوفرة من Nokia Software Market.
- رسوم، رموز، رسوم حيوية، شعارات.
- ألعاب: إمكانية تحميل ألعاب جديدة.
- نغمات رنين: ألحان حقيقة، نغمات متعددة الألحان.
- مواضيع: إمكانية تحميل مواضيع جديدة.

## محتوى صفقة البيع
- هاتف التصوير Nokia 7610.
- بطاقة إعلامية متعددة MMC بحجم مصغّر 64 MB.
- محوّل لـ MMC.
- بطارية Li-Ion خلوية (BL-5C).
- شاحن للسفر (ACP-12).
- سلك USB للربط (DKU-2).
- حزام للمعصم.
- CD-ROM.
- دليل المستعمل.

## إدارة الطاقة
| البطاريه | الإمكانية      | مدة التكلم    | بقاء في وضع الانتظار |
| -------- | -------------- | ------------- | -------------------- |
| BL-5C    | 900 mAh Li-lon | حتى 180 دقيقة | حتى 10,4 يوم         |

اختلاف مدة التشغيل يتعلّق بالبطاقة الهاتفية، بأوضاع الشبكة وبالاستعمال. مدة التكلّم ستنخفض 5% إذا كان معدّل التشغيل كاملاً، وتنخفض 30% إذا كان متوسطا.

## مصدر
موقع نوكيا